# Charietto

Les peuples francs au IIIe siècle.
En orange, l'Empire romain ; en vert les peuples francs.

Charietto est le chef d'une bande de mercenaires saliens du milieu du IVe siècle, passé au service de l'Empire romain.

## Biographie
En 350, Magnence assassine l'empereur Constant Ier et se proclame empereur. La guerre civile qui s'ensuit entre Magnence et Constance II, frère de Constant, entraîne le retrait de troupes du lime germanique et les Alamans et les Francs commencent à envahir la province romaine de Germanie supérieure. Un officier d'origine franque, Claudius Silvanus, se proclame également empereur mais est tué peu après, en 355. Ces évènements achèvent de désorganiser la défense romaine contre les Germains. En 356, Julien, nommé César pour l'occasion, entre en campagne contre les Alamans.
Zozime relate que, peu avant, un Salien du nom de Charietto, chef d'une troupe de mercenaires, vivait à Colonia Augusta Treverorum (Trèves). Voyant les pillages dont était victime la province, il décide de se charger de la défense des Romains mais, ne pouvant le faire dans un cadre légal, il entraîne ses compagnons dans les forêts pour tendre des embuscades aux Francs. Lorsque les barbares installaient leur camp pour la nuit et s'enivraient, Charietto et ses compagnons passaient à l'attaque, les massacraient et ramenaient leurs têtes qu'ils montraient à la population. L'empereur Julien entend parler de ces actions et, voyant leur efficacité, récompense Charietto en lui permettant de continuer ses actions de guérilla nocturnes contre les Barbares tout en continuant de les attaquer de jour avec les armées régulières. Les Francs, subissant de nombreuses pertes sans en comprendre la raison, finissent par renoncer aux pillages. Au cours de ces attaques, Charietto capture Nebigast, prince chamave, ce qui permet à Julien de négocier et conclure la paix avec les Francs, échangeant les prisonniers contre l'évacuation du sol romain par les Francs,.
Ammien Marcellin raconte ensuite que, quelque temps après la mort de l'usurpateur Procope (366), Charietto, qui avait été fait commandant des deux Germanies, combat les Alamans qui tentent d'envahir de nouveau l'empire (probablement au printemps 368). Il est tué au cours de l'engagement. L'empereur Valentinien Ier, occupé ailleurs dans l'Empire, ne peut mettre en œuvre que des mesures défensives. Il lance une campagne en 372 contre les Alamans mais échoue à soumettre le roi Makrian et est ensuite contraint de traiter avec lui, à cause de l'offensive des Sarmates en Pannonie.

### Sources primaires
- Zozime, Histoire Nouvelle, « livre 3 » (en).
- Ammien Marcellin, Histoire de Rome, livre XXVII, chapitre I.

### Sources secondaires
- Godefroid Kurth, Clovis, Tours, Alfred Mame et fils, 1896, XXIV-630 p. (présentation en ligne, lire en ligne)Réédition : Godefroid Kurth, Clovis, le fondateur, Paris, Tallandier, coll. « Biographie », 2005, préface puis 625 p. (ISBN 2-84734-215-X), p. 99-100.
- Laure Charlotte Feffer et Patrick Périn, Les Francs (tome 1 - À la conquête de la Gaule), Paris, Armand Collin Éditeur, 1987 (ISBN 2-200-37080-6, BNF 37700985).
- Christian Settipani, « Clovis, un roi sans ancêtre ? », Gé-Magazine, no 153,‎ octobre 1996, p. 27 .